# Jane Wyatt
Jane Wyatt (Campgaw, Nova Jérsei, 12 de agosto de 1910 — Bel Air, Califórnia, 20 de outubro de 2006) foi uma atriz estadunidense.

## Biografia
Estreou no teatro em 1931. Ganhou destaque com o filme Lost Horizon (1937), dirigido por Frank Capra.
Recebeu três prêmios Emmy, em 1958, 1959 e 1960, pela atuação como Margaret Anderson, uma mãe e dona-de-casa exemplar, em Father Knows Best (br: Papai Sabe Tudo), série de televisão estadunidense de sucesso que foi apresentada de 1954 a 1960, e na qual contracenou com Robert Young, que fazia o papel de Jim Anderson, seu marido.
Fez também Amanda, a mãe do Sr. Spock em Star Trek IV: The Voyage Home.
Muito católica, foi casada durante 65 anos com Edgar Bethune Ward, morto em 2000, e com quem teve dois filhos.
Tem uma estrela na Calçada da Fama, em 6356 Hollywood Boulevard.

## Filmografia
| Ano  | Título                         | Personagem                |
| ---- | ------------------------------ | ------------------------- |
| 1934 | One More River                 | Dinny Cherrell            |
| 1934 | Great Expectations             | Estella                   |
| 1935 | We're Only Human               | Sally Rogers              |
| 1936 | The Luckiest Girl in the World | Pat Duncan                |
| 1937 | Lost Horizon                   | Sondra                    |
| 1940 | Girl from God's Country        | Anne Webster              |
| 1941 | Kisses for Breakfast           | Laura Anders              |
| 1941 | Hurricane Smith                | Joan Bradley              |
| 1941 | Weekend for Three              | Ellen                     |
| 1942 | Army Surgeon                   | Elizabeth "Beth" Ainsley  |
| 1942 | The Navy Comes Through         | Myra Mallory              |
| 1943 | Buckskin Frontier              | Vinnie Marr               |
| 1943 | The Kansan                     | Eleanor Sager             |
| 1944 | None but the Lonely Heart      | Aggie Hunter              |
| 1946 | Strange Conquest               | Dr. Mary Palmer           |
| 1946 | The Bachelor's Daughters       | Marta Jordan              |
| 1947 | Boomerang                      | Madge Harvey              |
| 1947 | Gentleman's Agreement          | Jane                      |
| 1948 | Pitfall                        | Sue Forbes                |
| 1948 | No Minor Vices                 | Miss Darlington           |
| 1949 | Bad Boy                        | Mrs. Maud Brown           |
| 1949 | Canadian Pacific               | Dr. Edith Cabot           |
| 1949 | Task Force                     | Mary Morgan               |
| 1950 | House by the River             | Marjorie Byrne            |
| 1950 | Our Very Own                   | Mrs. Fred (Lois) Macaulay |
| 1950 | My Blue Heaven                 | Janet Pringle             |
| 1950 | The Man Who Cheated Himself    | Lois Frazer               |
| 1951 | Criminal Lawyer                | Maggie Powell             |
| 1957 | Interlude                      | Prue Stubbins             |
| 1961 | The Two Little Bears           | Anne Davis                |
| 1965 | Never Too Late                 | Grace Kimbrough           |
| 1976 | Treasure of Matecumbe          | Aunt Effie                |
| 1986 | Star Trek IV: The Voyage Home  | Amanda Grayson            |

### Filme para TV
| Ano  | Título                         | Personagem       |
| ---- | ------------------------------ | ---------------- |
| 1964 | See How They Run               | Augusta Flanders |
| 1970 | Weekend of Terror              | Sister Frances   |
| 1973 | You'll Never See Me Again      | Mary Alden       |
| 1975 | Katherine                      | Emily Alman      |
| 1976 | Amelia Earhart                 | Amy Earhart      |
| 1978 | Superdome                      | Fay Bonelli      |
| 1978 | The Nativity                   | Anna             |
| 1989 | Amityville 4: The Evil Escapes | Alice Leacock    |